# Friedrich Loos
Friedrich Loos (Graz, 29 ottobre 1797 – Kiel, 9 maggio 1890) è stato un pittore, incisore e litografo austriaco.

## Biografia
Nacque a Graz il 29 ottobre 1797. Studiò a Vienna presso l'Accademia con Joseph Mössmer e intraprese viaggi di studio nelle regioni alpine dell'Austria. Dal 1835 al 1836 visse a Vienna, e dal 1846 visse a Roma. Si trasferì poi a Kiel, dove lavorò come insegnante di disegno all'università nel 1863, dove morì anche il 9 maggio 1890. Nei suoi dipinti, enfatizzò la luce e il colore per ammorbidire la sua pittura, così come per armonizzare e unire i dettagli.